# ليونارد فاين
ليونارد فاين (بالإنجليزية: Leonard Fein) هو صحفي أمريكي، ولد في 1 يوليو 1934 في بروكلين في الولايات المتحدة، وتوفي في 14 أغسطس 2014 في مانهاتن في الولايات المتحدة.